# مانوئل الگره
مانوئل الگره د ملو دوارته (انگلیسی: Manuel Alegre de Melo Duarte؛ زادهٔ ۱۲ مهٔ ۱۹۳۶) شاعر، نویسنده، و سیاست‌مدار اهل پرتغال است.
وی عضو حزب سوسیالیست و نامزد انتخابات ریاست‌جمهوری پرتغال در سال ۲۰۰۶ بوده‌است. همچنین مانوئل در انتخابات ریاست‌جمهوری سال ۲۰۱۱ نامزد ریاست‌جمهوری شد. در این دور وی توسط بلوک چپ و حزب سوسیالیست حمایت شد.
الگره جایزه کاموئینش را در سال ۲۰۱۷ دریافت کرد.